# Limnophila subjucunda
Limnophila subjucunda là một loài ruồi trong họ Limoniidae. Chúng phân bố ở miền Australasia.